# Eugen Albert (Chemiker)

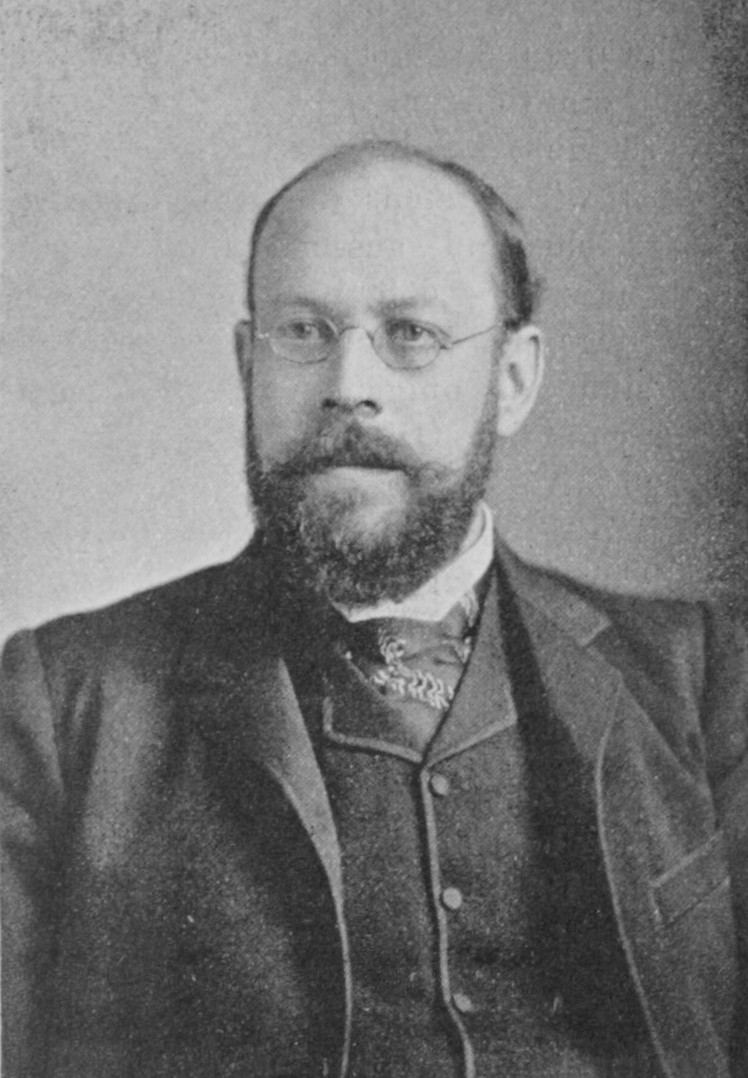
Eugen Albert, um 1901

Eugen Albert (* 16. Mai 1856 in Augsburg; † 22. Juni 1929 in München) war ein deutscher Chemiker, Erfinder von Reproduktionsverfahren und Unternehmer.

## Leben
Eugen Albert war der Sohn des königlichen Hoffotografen Joseph Albert und dessen ersten Ehefrau Maria Anna (geb. Deuringer) aus Augsburg. 1858 trennten sich die Eltern, und der Vater verlegte sein Geschäft von Augsburg nach München.
Eugen Albert legte 1874 die Abiturprüfung am Münchner Maximiliansgymnasium ab, unter anderem mit Theodor Henkel und Max Planck. Anschließend studierte er Physik und Chemie an den Universitäten München und Heidelberg und promovierte zum Dr. phil. Bereits sein Vater hatte ab 1870 den gelegentlich nach ihm „Albertotypie“ benannten Lichtdruck weiterentwickelt und hatte mit der fotografischen Reproduktion von Kupferstichen und Handzeichnungen begonnen. Er war „der erste, der das Prinzip des dreifarbigen photographischen Druckes (Naturfarbendruck) praktisch anwendete, ohne es jedoch zur Vollkommenheit zu bringen“. Eugen Albert entwickelte das Verfahren mit der „isochromatische Fotografie“ weiter, durch die fotografische Reproduktionen von Gemälden ohne Veränderung der Farbenwerte ermöglicht wurden.
1885 führte Albert die „Heliogravüre“ für den Reproduktionsdruck ein und erfand 1886 eine farbenempfindliche Kollodium-Emulsion. Ab 1888 entwickelte er die „Typogravüre“ („Albertographie“), eine Weiterentwicklung des Lichtdrucks, und die „Citrochromie“, ein autotypisches Vierfarbendruckverfahren, bei dem die Druckplatten für Gelb, Rot, Blau und Schwarz sofort hintereinander gedruckt werden konnten, ohne das Trocknen des vorhergehenden Drucks abwarten zu müssen. Das Verfahren war von Bedeutung vor allem für den Druck illustrierter Zeitschriften. Um den Moiré-Effekt beim Mehrfarbendruck zu vermeiden, erfand Albert 1901 die 30-Grad-Winkelstellung der Kreuzraster für die verschiedenen Farbauszüge und 1902/04 das „Albert-Fischer-Galvano“ (Albert-Fischer-Verfahren) zur Herstellung von „Reliefklischees“, einer Weichbleimatrize für die Abformung von Hochdruckklischees.
Auf seine Erfindungen erwarb Eugen Albert zahlreiche Patente in Deutschland und in den USA: So ließ er beispielsweise die Handelsmarke „Eos“ für die von ihm entwickelte Kollodium-Emulsion in England registrieren.
1882 gründete Eugen Albert die „Kunst- und Verlagsanstalt Albert & Co.“ und ließ sich im Bereich der Münchner Stadterweiterung nördlich des Siegestores nieder. Die Firma, die nun auch Reproduktionsgrafik und literarische Werke verlegte (unter anderem von Otto Julius Bierbaum, Richard Dehmel, Gustav Falke, Karl Kautsky, Henriette von Poschinger und Josef Ruederer), wurde 1889 in eine Kommanditgesellschaft umgewandelt, deren technische Leitung in den Händen von Eugen Albert lag. Die kaufmännische Leitung übernahm der Verleger Reinhold Loebell. 1901 eröffnete eine Zweigniederlassung in Berlin. Die 1895 gegründete Verlagsbuchhandlung „Schuster & Loeffler“ in Berlin erwarb 1896 den Münchener Verlag „Dr. E. Albert & Co.“ einschließlich der Verträge mit etwa 40 Autoren.

## Ehen und Nachkommen
1887 erwarb Eugen Albert das Heimatrecht (1889 das Bürgerrecht) in München und heiratete in Mainz Clara Sophia Reinach (* 1864 in Mainz); Sohn Fritz wurde 1888, Sohn Karl wurde 1889 geboren. Noch während dieser Ehe begann Albert ein Verhältnis mit Ida Hamburger (* 1874 in Marktbreit). 1906 ging aus dieser Beziehung die gemeinsame Tochter Angelika hervor.
1909 ließ sich Albert von Clara Sophia Reinach scheiden und heiratete die deutsch-französische Malerin Lou Lasard; ab 1911 lebte Ida Hamburger mit ihrer Tochter Angelika mit im gemeinsamen Haushalt. Albert und Lasard trennten sich 1914. Dieser Ehe entstammte die Tochter Ingeborg, genannt Ingo de Croux-Albert (1911–1997), die wie ihre Mutter ebenfalls Malerin wurde.
Ida Hamburger wurde 1942 in das Ghetto Theresienstadt deportiert und fiel dem Holocaust zum Opfer.

## Grabstätte

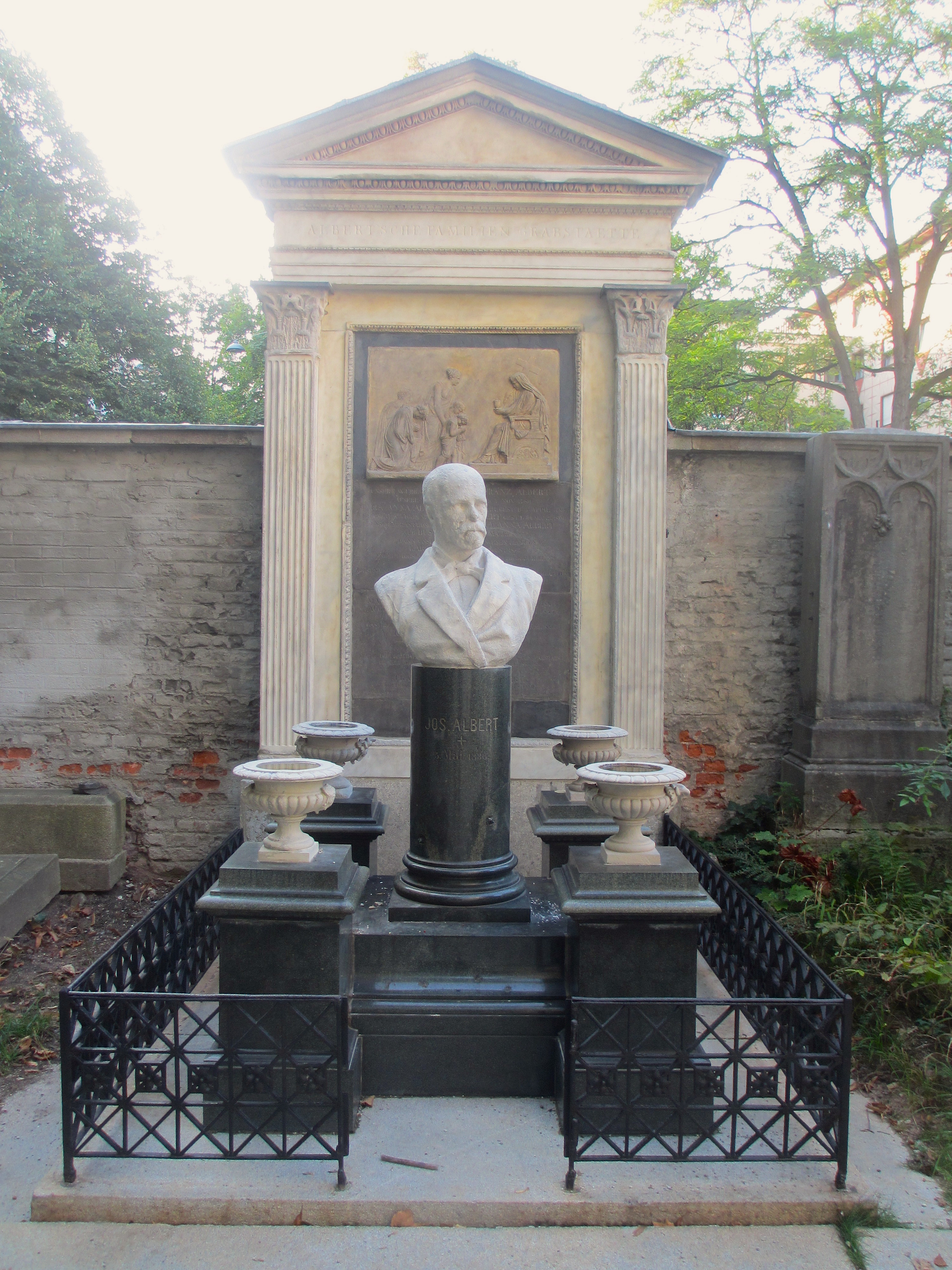
Grab von Eugen Albert auf dem Alten Südlichen Friedhof in München

Die Grabstätte von Eugen Albert befindet sich auf dem Alten Südlichen Friedhof in München (Mauer Rechts Platz 15/16 bei Gräberfeld 2) Standort. In diesem Grab wurden sich mehrere Mitglieder der Familie Albert wie auch Eugen Alberts Vater Joseph Albert bestattet.

## Illustrierte Druckausgaben (Auswahl)
- A. G. Eberhard: Hannchen und die Küchlein: Illustriert von Ludwig von Kramer. Enthält 6 Heliogravuren aus der Kunstanstalt von E. Albert & Co. in München. Th. Strasser, München (1891)
- Catalog der Gemälde-Sammlung alter Meister Realitätenbesitzers Heinrich Theodor Höch zu München: (Herausgegeben von Josef Th. Schall. Mit 77 Illustrationen nach Original-Aufnahmen  in Heliogravure, Lichtdruck und Autotypie. Ausgeführt von E. Albert & Co.) Versteigerung zu München den 19. September 1892 und folgende Tage durch E. A. Fleischmann, Heinr. Lempertz Jr. und Jos. Th. Schall: München : E. A. Fleischmann Heinr. Lempertz Jr. Jos. Th. Schall, 1892
- Julius Schaumberger: Konrad Dreher’s Schliersee’r Bauerntheater. Ein Zeit- und Zukunftsbild. Mit 7 Ansichten der Gegend und des Theaters und 13 Bildnissen Konrad Dreher’s und der Hauptdarsteller. Dr. E. Albert & Co., München 1893
- Max und Moritz im Glaspalast und in der Secession, 1893. Dr. E. Albert und Co., München o. J.